# ورزشگاه لاهدن کیساپویستو
ورزشگاه لاهدن کیساپویستو (فنلاندی: Lahden kisapuisto) یک ورزشگاه فوتبال در شهر لاختی، فنلاند است.
این ورزشگاه که در سال ۱۹۵۲ تأسیس شده یکی از ورزشگاه‌های میزبان مسابقات فوتبال بازی‌های المپیک تابستانی ۱۹۵۲ بوده‌است.